# 英國恐怖故事
《英國恐怖故事》（英語：Penny Dreadful）是由約翰·洛根替Showtime電視網和Sky創作的英美恐怖電視連續劇。同時，約翰·洛根跟森·曼特斯一起擔任此劇的執行製片。該劇集原先打算在美國和英國的幾個頻道播出，但最終落戶電視網，與Sky Atlantic共同製作。它於2014年3月9日在西南偏南電影節首播，並於2014年4月28日開始在Showtime on Demand上播出。該劇於2014年5月11日在電視網首播，這是八集第一季的第一集。當2016年6月19日的第三季結束之後，系列創作約翰·洛根宣布《英國恐怖故事》已經完結，原因是主要故事已經到了盡頭。
故事發生在維多莉亞時代的倫敦市，結合眾多怪物、恐怖、靈異故事的人物，交織揉合在一起形成新的恐怖故事。劇名 Penny Dreadful 是指早年英國在路邊攤、小書店用一便士零錢就能買到的(十九世紀中的路上叫賣的報紙價格也是一便士)，作者名不見經傳而內容涉及各種神怪、血腥、毛骨悚然、露骨色情描寫的低俗小說。本影集即串連這類家傳戶曉的民間怪談中，不同角色的單元故事鋪展而成。素材包含愛爾蘭哥特式小說、奧斯卡·王爾德的“道林格雷的畫像”中的多里安·格雷；來自伯蘭·史杜克的“德古拉”中的米娜·哈克、亞伯拉罕·凡·赫辛教授、約翰·西華德醫生、雷恩菲爾德及德古拉伯爵；瑪麗•雪萊的“科學怪人”中的維克多·法蘭克斯坦博士及其怪物；還有羅伯特·路易斯·史蒂文森的“化身博士” 中的亨利．翁傑基爾醫生。由於劇情、黑暗哥德氣氛及演員精湛演技，播出後普遍評價與收視均表現不錯。而外傳電視劇《洛杉磯恐怖故事》在2020年4月26日播放。

## 演員及角色
| 角色                                              | 年齡 | 演員                                                                                      | 備註 |
| ------------------------------------------------- | ---- | ----------------------------------------------------------------------------------------- | --- |
| 『主要角色及演員』                                |      |                                                                                           | |
| 伊森·勞倫斯·塔爾伯特 （Ethan Lawrence Talbot）    | 36歲 | 喬許·哈奈特 （Josh Hartnett）                                                             | 伊森·贊特拿，出生名字叫作伊森·勞倫斯·塔爾伯特，狼人一族。一個迷人，自以為是和膽色過人的前美國騎兵隊員，行動型，具有不可思議的槍法，憎惡暴力，並且比他自己樂於承認的更為複雜。 |
| 凡妮莎·艾維斯 （Vanessa Ives）                    | 35歲 | 伊娃·格蓮 （Eva Green）                                                                   | 一個神秘、悄然煉成的女英雄，她證明了自己是一股不可忽視的力量，因為她與來自黑暗世界強大而無情的力量作戰。                                                                      |
| 道林·格雷 （Dorian Gray）                         | 32歲 | 里夫斯·卡尼 （Reeve Carney）                                                              | 一位長生不老的魅力男性。 |
| 馬爾科姆·莫瑞 （Malcolm Murray）                  | 71歲 | 提摩西·達頓 （Timothy Dalton）                                                            | 爵士身份，一位堅定的非洲大陸探險家，他本人決意尋求拯救其剩下的家庭成員。 |
| 约翰克莱尔 （John Clare）                         | 37歲 | 羅里·金尼爾 （Rory Kinnear）                                                              | 由屍塊拼湊成的人造怪物，被法蘭克斯坦醫生猝然放棄的第一個創造物，甚至沒有給予它一個名字，自己分別使用了別名卡利班（Caliban）和約翰·克萊爾（John Clare）。                      |
| 布蘿娜 · 克羅夫特 （Brona Croft）                 | 32歲 | 比莉·派佩 （Billie Piper）                                                                | 一名妓女，愛爾蘭移民，尋求逃避她殘酷及暴力的過去。 |
| 莉莉·佛蘭肯斯坦 （Lily Frankenstein）             | 32歲 | 比莉·派佩 （Billie Piper）                                                                | 女屍復活的人造怪物。 |
| 塞姆班 （Sembene）                                | 44歲 | 丹尼·薩帕尼 （Danny Sapani）                                                              | 前奴隸販子，莫瑞家族管家，馬爾科姆爵士一個神秘的長期盟友（第1-2季）。 |
| 維克多·佛蘭肯斯坦（Victor Frankenstein）          | 30歲 | 哈里·崔德威 （Harry Treadaway）                                                           | 一個傲慢，隱居的年輕外科醫生，他的野心和研究涉及超越生與死之間的障礙。 |
| 伊芙琳·普爾 （Evelyn Poole）                      | 46歲 | 海伦·麦克洛瑞 （Helen McCrory）                                                           | 一個職業靈媒，別名為卡利夫人。她是一個叫做“夜訪者”的強大女巫組織的秘密首領（第2季，經常性在第1季出現）。                                                                      |
| 斐迪南·萊爾 （Ferdinand Lyle）                    | 54歲 | 西蒙·羅素·畢爾 （Simon Russell Beale）                                                    | 一個古怪的埃及學家（第2季，經常性在第1季和第3季出現）。 |
| 弗蘿倫斯·西華德 （Florence Seward）               | ？   | 芭第·路朋 （Patti LuPone）                                                                | 精神病醫生或稱早期心理治療師，治療凡妮莎的抑鬱症。（第3季; 芭第·路朋在第2季曾客串飾演鍾·姬頓，教導凡妮莎巫術）。                                                              |
| 卡依特尼 （Kaetenay）                             | ？   | 韋斯·斯塔蒂 （Wes Studi）                                                                 | 一個與伊森有聯繫的阿帕奇族，後者成為馬爾科姆爵士的盟友（第3季）。 |
| 角色                                              | 年齡 | 演員                                                                                      | 備註 |
| 『重複出場角色及演員』                            |      |                                                                                           | |
| 米娜·哈克 （Mina Harker）                         | 35歲 | 奧麗薇亞·盧埃林 （Olivia Llewellyn）                                                      | 馬爾科姆爵士的女兒和凡妮莎的童年朋友，被綁架（第1-2季）。 |
| 普羅特斯 （Proteus）                              | ？   | 亞歷克斯·普瑞斯 （Alex Price）                                                            | 法蘭克斯坦醫生新創造出的怪物，名字取自莎士比喜劇亞維洛納二紳士中的一個角色，被怪物殺死（第1-2季）。                                                                           |
| 吸血鬼 （Vampire）                                | ？   | 羅伯特·奈恩 （Robert Nairne）                                                             | 一個邪惡的生物，他領導一夥亡靈並綁架了米娜·哈克（第1季）。 |
| 芬頓 （Fenton）                                   | 25歲 | 奧利·亞歷山大 （Olly Alexander）                                                          | 吸血鬼的奴才（第1季）。 |
| 格拉迪絲·默里 （Gladys Murray）                   | ？   | 諾麗·斯特普爾頓 （Noni Stapleton）                                                        | 被馬爾科姆爵士疏遠的妻子，米娜和彼得的母親（第1-2季）。 |
| 彼得·默里 （Peter Murray）                        | ？   | 格雷姆·巴特勒 （Graham Butler）                                                           | 馬爾科姆爵士的兒子，他於一次探險中在父親陪伴下離世（第1-2季）。 |
| 文森特·布蘭德 （Vincent Brand）                   | 68歲 | [亞倫·阿姆斯特朗 （Alun Armstrong）                                                       | 恐怖劇團Grand Guignol的演員領班，劇團居住在Grand Guignol劇場（第1季）。 |
| 莫德·甘尼森 （Maud Gunneson）                     | 27歲 | 漢娜·托因頓 （Hannah Tointon）                                                            | Grand Guignol的女演員，亦是怪物的感情對象（第1季）。 |
| 西蒙（Simon）                                     | ？   | 加文·福勒 （Gavin Fowler）                                                                | 莫德的演出搭檔，虐待怪物（第1季）。 |
| 亞伯拉罕·凡·赫辛 （Abraham Van Helsing）          | 73歲 | 大衛·華納 （David Warner）                                                                | 一位血液學家，法蘭克斯坦的同事，吸血鬼獵人（第1季）。 |
| 華倫·羅佩爾 （Warren Roper）                      | 42歲 | 斯蒂芬·洛德 （Stephen Lord）                                                              | 一名平克頓偵探社偵探，受委托請伊森返回美國（第1-2季）。 |
| 赫卡蒂·普爾 （Hecate Poole）                      | 29歲 | 莎拉·格林 （Sarah Greene）                                                                | 伊芙琳的長女（第2-3季）。 |
| 初級女巫                                          | ？   | 妮可·歐尼爾/奧利維亞·切納利/夏洛特·貝克特 Nicole O'Neill/Olivia Chenery/Charlotte Beckett | 伊芙琳手下一群未夠道行的女巫。 |
| 高茲渥斯 （Inspector Goldsworthy）                | ？   | 洛爾坎·克拉尼奇 （Lorcan Cranitch）                                                       | 倫敦警方探長（第1季）。 |
| 巴多羅買·魯斯克 （Bartholomew Rusk）              | 55歲 | 道格拉斯·賀智 （Douglas Hodge）                                                           | 一名蘇格蘭場的探長，正在調查在水手旅店發生的恐怖大屠殺案件（第2-3季）。 |
| 初級探長                                          | ？   | 杰克·希基 （Jack Hickey）                                                                 | 初級探長，是魯斯克探長的同袍（第2-3季）。 |
| 安琪莉可 （Angelique）                            | ？   | 強尼·畢徹姆 （Jonny Beauchamp）                                                           | 一名跨性別女性，得到杜林垂涎（第2季）。 |
| 奧斯卡·帕特尼 （Oscar Putney）                    | 59歲 | 大衛·黑格 （David Haig）                                                                  | 奧克塔維亞的丈夫，一個苦苦掙扎的蠟像館老闆，為了他自己邪惡的原因而僱用了怪物（第2季）。                                                                                       |
| 奧克塔維亞·帕特尼 （Octavia Putney）              | 48歲 | 露絲·格默爾 （Ruth Gemmell）                                                              | 奧斯卡的妻子，她對怪物感到不安並且殘忍地對待他（第2季）。 |
| 拉薇妮亞·帕特尼 （Lavinia Putney）                | ？   | 塔姆辛·托波爾斯基 （Tamsin Topolski）                                                     | 怪物的雇主奧斯卡與奧克塔維亞失明的女兒，她與怪物發展了一段似是而非的友誼（第2季）。                                                                                           |
| 傑佛瑞·霍克斯 （Geoffrey Hawkes）                 | 51歲 | 羅南·維貝爾 （Ronan Vibert）                                                              | 爵士兼一個富裕的地主，受到伊芙琳的擺佈（第2季）。 |
| 亨利·傑奇 / 海德 （Dr. Henry Jekyll / Lord Hyde） | ？   | 沙扎德·拉提夫 （Shazad Latif）                                                            | 一位化學家及法蘭克斯坦醫生在學院時的朋友（第3季）。 |
| 德古拉 （Dracula）                                | ？   | 克里斯蒂安·卡瑪戈 （Christian Camargo）                                                   | 路西法的兄弟，第一個墮入人間的吸血鬼，以活血為食。在倫敦，他以善良的動物學家亞力山大·史威特博士的名義迷住了凡妮莎（第3季）。                                                  |
| 雷恩菲爾德 （Renfield）                           | ？   | 森姆·巴奈特 （Samuel Barnett）                                                            | 西華德醫生的秘書，後來與德古拉扯上關係（第3季）。 |
| 初級吸血鬼                                        | ？   | 辛巴斯汀·克羅夫/杰克·格斯理 Sebastian Croft/Jack Greenlees                                | 受德古拉差遣（第3季）。 |
| 杰克 (Jack)                                       | ？   | 卡斯柏·阿爾普萊斯 （Casper Allpress）                                                     | 怪物活著時的兒子（第3季）。 |
| 瑪喬麗 (Marjorie)                                 | ？   | 潘朵拉·歌林 （Pandora Colin）                                                             | 怪物活著時的妻子（第3季）。 |
| 疤痕人 (Scarman)                                  | ？   | 可奇·伐爾柯 （Cokey Falkow）                                                              | 一名鎗手，替伊森的父親工作（第3季）。 |
| 賈絲汀 (Justine)                                  | ？   | 潔西卡·巴登 （Jessica Barden）                                                            | 一個無家可歸，殘忍的年輕妓女，成為莉莉的手下（第3季）。 |
| 馬歇爾·富蘭克林·奧斯托 (Marshall Franklin Ostow)  | ？   | 肖恩·吉爾德 （Sean Gilder）                                                               | 一名美國西部執法者，協助魯斯克追捕伊森（第3季）。 |
| 雅列·塔波特 (Jared Talbot)                        | ？   | 拜仁·確斯 （Brian Cox）                                                                   | 一個無情而擁有強大勢力的美國牧場主人，又是伊森疏遠的父親（第3季）。 |
| 卡特麗安娜·哈迪根 (Catriona Hartdegen)            | ？   | 佩爾第塔·維克斯 （Perdita Weeks）                                                         | 一位具有超自然專門知識的死亡學家（第3季）。 |

## 播映日期及集數
| 季數 | 季數 | 集數 | 播映期間      | 播映期間      |
| 季數 | 季數 | 集數 | 開始日期      | 結束日期      |
| ---- | ---- | ---- | ------------- | ------------- |
|      | 1    | 8    | 2014年5月11日 | 2014年6月29日 |
|      | 2    | 10   | 2015年5月3日  | 2015年7月5日  |
|      | 3    | 9    | 2016年5月1日  | 2016年6月19日 |

## 相關連結
- Penny Dreadful （页面存档备份，存于） at the Internet Movie Database
- 豆瓣电影上《英國恐怖故事》的資料 （简体中文）